# Hontianske Tesáre
Hontianske Tesáre (allemand : Dessir,  hongrois : Teszér) est un village de Slovaquie situé dans la région de Banská Bystrica.

## Histoire
La première mention écrite du village date de 1279.

## Démographie

### Évolution de la population
| Année:               | 1994. | 2004.   | 2014.   | 2024.   |
| -------------------- | ----- | ------- | ------- | ------- |
| Nombre de personnes: | 818   | 899     | 940     | 868     |
| Différence:          |       | +9,90 % | +4,56 % | -7,65 % |

| Année:               | 2023. | 2024.   |
| -------------------- | ----- | ------- |
| Nombre de personnes: | 871   | 868     |
| Différence:          |       | -0,34 % |